# Malebo
Malebo (francouzsky Pool Malebo dříve Stanley Pool) je rozšíření řeky Kongo na středním toku, které svou charakteristikou připomíná jezero. Nachází se v Demokratické republice Kongo bezprostředně nad vtokem řeky do doliny, kterou si prořezala v pobřežní Jihoguinejské vysočině. Má rozlohu 555 km². Je 30 km dlouhé a maximálně 25 km široké. Dosahuje maximální hloubky 25 m.

## Ostrovy
Ostrov Bamu rozděluje Malebo na dvě části (ramena) s nízkými ostrůvky a písčitými mělčinami, které jsou zaplavovány v době velké vody.

## Osídlení pobřeží
U jihozápadního konce leží důležité přístavy hlavní města Demokratické republiky Kongo (Kinshasa, na levém břehu) a Konga (Brazzaville, na pravém břehu).